# Bo Lidegaard

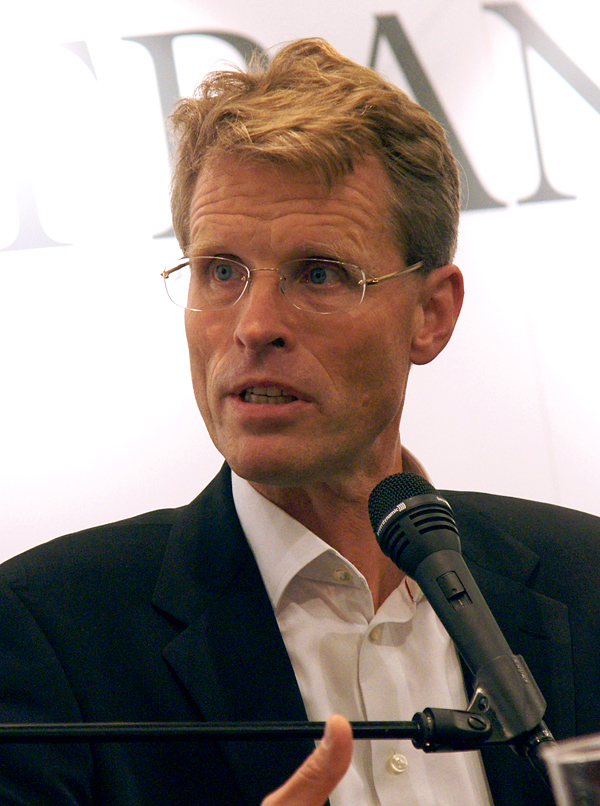
Bo Lidegaard (2011)

Bo Lidegaard (* 23. Januar 1958 in Nuuk, Grönland) ist ein dänischer Diplomat, Politiker, Schriftsteller und Journalist, der 2003 den Søren-Gyldendal-Preis erhielt und nach Beendigung seiner diplomatischen Laufbahn von 2011 bis 2016 verantwortlicher Chefredakteur der Tageszeitung Politiken war. Sein Nachfolger wurde Christian Jensen.

## Leben
Bo Lidegaard ist der Sohn des Autors Mads Lidegaard (1925–2006) und der Journalistin Else Lidegaard geb. Bennike (* 1933). Seine Brüder sind der Arzt Øjvind Lidegaard (* 1954), der Biologe Kresten Lidegaard und der Politiker Martin Lidegaard (* 1966). Er wurde in Nuuk geboren, wo sein Vater als Højskoleleiter tätig war.
Nach dem Schulbesuch studierte Lidegaard Geschichte und schloss das Studium 1984 mit einem Magister im Fach Zeitgeschichte ab. Im Anschluss trat er 1984 in den Auswärtigen Dienst ein und wurde zunächst Leiter einer Sektion im Außenministerium, ehe er von 1987 bis 1990 Sekretär der Ständigen Vertretung bei den Vereinten Nationen in Genf war. Nach seiner Rückkehr war er wiederum Leiter einer Sektion im Außenministerium und anschließend zwischen 1994 und 1996 Forschungswissenschaftler der Dänischen Königlichen Bibliothek in Kopenhagen. Nach seiner darauf folgenden Tätigkeit als Sekretär beim Auswärtigen Ausschuss des Folketing erwarb er 1997 durch seine Promotion einen Doktor von der Universität Kopenhagen. Thema seiner Dissertation mit dem Titel I kongens navn. Henrik Kauffmann i dansk diplomati 1919-1958 war eine Biografie über den Diplomaten Henrik Kauffmann, der unter anderem während des Zweiten Weltkrieges Gesandter in den USA war.
Danach war er zwischen 1997 und 2000 Botschaftsrat an der Botschaft in Frankreich sowie zeitgleich von 1998 bis 2000 Ständiger Vertreter Dänemarks bei der UNESCO in Paris. Nach seiner Rückkehr war er abermals Forschungswissenschaftler an der Dänischen Königlichen Bibliothek, ehe er zwischen 2003 und 2005 Leiter der Abteilung für den Mittleren Osten, die Golf-Staaten, Nordafrika und Lateinamerika im Außenministerium war.
Anschließend war er zunächst Ständiger Unterstaatssekretär im Range eines Botschafters für Außen- und Sicherheitspolitik im Amt von Ministerpräsident Anders Fogh Rasmussen und dann von 2007 bis 2011 Ständiger Unterstaatssekretär im Range eines Botschafters für den Klimawandel beim Ministerpräsidenten.
Am 26. April 2011 wurde er Nachfolger des Ende Januar 2011 verstorbenen Tøger Seidenfaden als Chefredakteur der Tageszeitung Politiken.

## Veröffentlichungen und Auszeichnungen
Neben seiner langjährigen diplomatischen Laufbahn verfasste Lidegaard zahlreiche Fachbücher, die sich mit der Außenpolitik Dänemarks sowie bekannten politischen Persönlichkeiten und Diplomaten wie Povl Bang-Jensen, Jens Otto Krag und Hans Christian Svane Hansen beschäftigen. Für die zweibändige Biografie von Jens Otto Krag wurde er 2003 mit dem Søren-Gyldendal-Preis ausgezeichnet. Darüber hinaus wurde er 2004 Ritter Erster Klasse des Dannebrog-Ordens.
Zu seinen Veröffentlichungen gehören:
- I kongens navn: Henrik Kauffmann i dansk diplomati 1919-1958, 1996, ISBN 87-638-0149-3
- Den højeste pris: Povl Bang-Jensen og FN 1955-59, 1998, ISBN 87-568-1499-2
- Jens Otto Krag, 2 Bände, 2001/2002, ISBN 87-00-49686-3 und ISBN 87-02-02204-4
- Defiant diplomacy: Henrik Kauffmann, Denmark, and the United States in World War II and the Cold War, 1939 - 1958, englischsprachige Ausgabe seiner Dissertation, 2003, ISBN 0-8204-6819-3
- Dansk udenrigspolitiks historie, Bind 4: Overleveren - 1914-1945 ISBN 87-7789-093-0
- Kampen om Danmark 1933-1945, 2005, ISBN 87-02-03125-6
- H.C. Hansen, 2006, ISBN 87-02-05396-9
- A Short History of Denmark in the 20th Century, 2009